# Музей отечественной военной истории
Музей отечественной военной истории расположен на территории конноспортивного клуба «Дивный» в деревне Падиково городского округа Истра Московской области. Экспозиции музея посвящены истории армии России и СССР начиная с XIX века по сегодняшний день и Великой Отечественной войне 1941—1945 годов; рассказывают обо всех этапах войны с нацистской Германией и её союзниками на территории СССР и Европы.
Музей расположен в тех самых местах, где в 1941 году советские солдаты остановили наступление немецких войск на Москву. В историю эти сражения вошли под названием боёв за Павло-Слободский плацдарм. В этих местах оборону Москвы вела 108-я стрелковая дивизия под командованием генерал-майора И. И. Биричева. Из 10 тысяч человек 108-й стрелковой дивизии после двух недель боёв с 20 ноября по 5 декабря 1941 года в строю осталось не более восьми сотен солдат.
Деятельность музея направлена на увековечивание памяти подвига советского народа в годы Великой Отечественной войны. В музее проходят торжественные мероприятия, проводятся встречи школьников с ветеранами Великой Отечественной войны.

## История создания
Музей был открыт 9 мая 2014 года. Этому предшествовали длительные работы по реставрации военной техники, вошедшей в коллекцию музея, строительство здания музея, оформление экспозиции. В 69-ю годовщину Победы в залах музея были проведены первые экскурсии. На праздник были приглашены ветераны войны и труда района, очевидцы боёв 1941 года.
Коллекция экспонатов музея постоянно увеличивается, музей работает ежедневно, все экскурсии проводятся бесплатно.
Деятельность Музея отечественной военной истории финансируется при поддержке компании «Гарант». Директор музея и его основатель — Дмитрий Викторович Першеев.
4 мая 2017 года было открыто второе здание музея, где сконцентрировано всё самое интересное и важное, что происходило в военной истории России в XIX—XX веках. Коллекция собиралась в течение 5 лет.
18 ноября 2017 года в канун 75-летия контрнаступления советских войск под Сталинградом в музее открылся танковый корпус, в котором отреставрированные экземпляры бронетехники хранятся при оптимальной температуре и защищены от воздействия солнца и воды.
1 декабря 2018 года в музее состоялось открытие артиллерийского корпуса — это четвёртое здание в музейном комплексе. В нём размещены наследницы «Катюши» — послевоенные реактивные системы залпового огня, там же находятся самодвижущиеся пушки и современные самоходные артиллерийские и зенитные установки.

## Экспозиция
Музейный комплекс включает в себя экспозиции в двух зданиях, танковый корпус, корпус самоходной артиллерии и выставочную площадку со ствольными артсистемами.

### В залах музея

#### Великая Отечественная война. 1941—1945
Представлены экспонаты военного времени: оружие — пулемёты, винтовки, пистолеты, автоматы, связки гранат; военная форма, награды, карты боевых действий, плакаты военного времени, газеты военных лет, другие архивные документы; здесь собраны и личные вещи бойцов, например, письма с фронта и фотографии.
Экспозиция рассказывает обо всех этапах Великой Отечественной войны и, в частности, о боевых действиях на подступах к Москве, в том числе и в деревне Падиково.
Один из стендов музея — «Война — не женское дело» — посвящён женщинам, проявившим отвагу и мужество в годы войны, служившим в Красной Армии санитарками, снайперами, лётчицами.
В экспозиции музея представлено немало уникальных экспонатов — противотанковое ружьё калибра 20-мм РЕС, пехотный и танковый пулемёты Максима-Токарева, 114-мм гаубица образца 1910 года, изготовленная в Ковентри (Великобритания) по заказу российского правительства, артиллерийский тягач Т-20 «Комсомолец».
Артиллерийские орудия, автомобили, мотоциклы, требующие бережного отношения, хранятся здесь же, под крышей музея. У машин восстановлены не только внешний вид, но и все механизмы и интерьеры.
Особой гордостью музея является трактор С65 «Сталинец», имеющий свою непростую историю. Такие машины во время Великой Отечественной войны буксировали тяжёлые артиллерийские орудия, крупнокалиберные гаубицы. Этот трактор работал на военном аэродроме, расположенном на озере Усодице в Тверской области. Зимой 1942—1943 года во время расчистки снега трактор провалился в полынью, красноармеец-тракторист погиб. Летом 2013 года поисковиками «Сталинец-65» был поднят с девятиметровой глубины. Красноармеец-тракторист был найден и захоронен. Два года ушли на реставрацию машины, сейчас она полностью восстановлена и технически идентична артиллерийским тягачам, защищавшим Россию в 1941—1945 годы.
В октябре 2016 года к 75-летию битвы за Москву сотрудниками музея был восстановлен уникальный бронеавтомобиль БА-64Б, 99 % использованных при реставрации деталей — подлинные.

#### Военная история России. 1801—2000 годы
Экспозиция дает представление о ходе боевых действий всех военных кампаний за последние 200 лет. Информационные материалы и экспонаты дополняют друг друга. В залах музея можно увидеть:
- полную коллекцию уставного огнестрельного и холодного оружия XIX—XX веков;
- награды российской армии и флота дореволюционного периода;
- все награды Красной Армии довоенного периода;
- уникальные документы;
- комплекты униформы и военного снаряжения.

На первом этаже выставлена артиллерия времен Первой мировой войны, среди которой немало редких и даже единичных экземпляров. Например, скорострельная пушка (гаубица), поставлявшаяся на вооружение российской армии по особому контракту из Англии, или корабельная пушка, выпущенная в 1795 году на Александровском пушечно-литейном заводе в Петрозаводске.
|  |

Один из раритетов музея — 3-дм короткая пушка обр. 1913 г., созданная на Путиловском заводе в 1914 году и изготавливаемая небольшими сериями. Экспонат в Падиково 1917 года выпуска, и он, пожалуй, единственный сохранившийся на территории бывшего СССР.
Силами реставраторов восстановлена тачанка образца 1926 года. Специалисты старались сохранить оригинальные краску и элементы. В 1920—30-е годы в Красной Армии такие тачанки использовались как мобильные передвижные пулеметные точки для поддержки пехоты.
В число наград, демонстрируемых в музее, входят и малоизвестные, интересные для коллекционеров, такие как медаль «За бой «Варяга» и «Корейца». 697 этих медалей были вручены членам экипажа крейсера и мореходной канонерской лодки за первое морское сражение русско-японской войны.
Эксперт по огнестрельному оружию Алексей Клишин дал высокую оценку образцам оружия, представленным в экспозиции Музея отечественной военной истории: «У нас фактически по высокому уровню есть два оружейных музея. Это музеи в Петербурге и в Туле. Этот музей можно после них назвать третьим. Тут есть оружие, которого нет в коллекциях других музеев».

### Выставочная площадка, танковый и артиллерийский корпуса
На выставочной площадке рядом со зданием музея представлена артиллерия. В танковом корпусе — танки и САУ, а в артиллерийском корпусе — послевоенные самоходные артиллерийские системы и зенитные установки.
Все экспонаты музея демилитаризованы, но при этом тщательно отреставрированы, внешне, технически и интерьерно полностью соответствуют образцам, которые использовала отечественная армия при защите Родины. Большая часть техники в коллекции музея — советского периода, военных и послевоенных лет, но есть и экспонаты периода Первой мировой войны, и современные, такие как танк Т-90, самоходная гаубица 2С19 «Мста-С».
У каждой военной машины из коллекции — своя история.
Например, танк Т-34-85, хранящийся в Музее отечественной военной истории, в 1944 году освобождал Югославию, потом был передан в дар Югославской народной армии. Его уже поставили на постамент как памятник, однако в 1995 году опять вернули в строй, когда началась гражданская война в Югославии. В ходе боёв танк был подбит и куплен на металлолом бельгийским бизнесменом. Танк был выкуплен для коллекции музея и теперь занимает почётное место в экспозиции.
Артиллерийскую самоходную установку ИСУ-152, прозванную во время Великой Отечественной войны «Зверобой» за её первоклассные боевые качества, музей тоже спас от сдачи в металлолом. Эта машина использовалась на одном из аэродромов в качестве мишени, но не для стрельбы, а для отрабатывания радиозахватов прицельных комплексов. Сейчас машина полностью отреставрирована, и посетители могут восхититься неудержимой мощью убийцы «Тигров» и «Пантер».
Есть в музее и необычные экспонаты — бронированные аэросани НКЛ-26, приводимые в движение самолётным двигателем с пропеллером. Аэросани несли патрулирование и боевое охранение Дороги жизни, форсировали озеро Ильмень в ходе Новгородско-Лужской операции в январе 1944 года. Или автомобиль ЗИС-21 с газогенератором НАТИ Г-14, позволявшим ездить без бензина на горючем газе, получаемом из простого топлива — дров, торфа, соломы и шишек. Газогенераторные автомобили в годы Великой Отечественной войны, в условиях дефицита бензина, выполняли значительный объём перевозок.

Полный перечень артиллерийской, автомобильной и бронетанковой техники приведён на сайте музея. 
| - Танк Рено ФТ - Танк МС-1 (Т-18) - Лёгкий танк Т-26 образца 1931 г. двухбашенный пулеметный - Химический танк ХТ-26 - Лёгкий танк Т-26 образца 1933 г. - Лёгкий танк Т-26 образца 1939 г. - Лёгкая самоходная артиллерийская установка СУ-26 образца 1941 г. - Быстроходный легкий танк БТ-7 - Легкий бронеавтомобиль БА-20 - БА-27М средний бронеавтомобиль на шасси ГАЗ-ААА - Средний бронеавтомобиль БА-6 - Средний бронеавтомобиль БА-10 - Малый плавающий танк Т-37А - Малый плавающий танк Т-38 - Лёгкий танк Т-60 - Лёгкий танк Т-70 - Самоходная артиллерийская установка СУ-76М - Лёгкий танк Mk.III «Валентайн» - Лёгкий танк «Стюарт» M3 - Средний танк М4А2 «Шерман» - Средний танк Т-34-76 (ранний тип, сентябрь 1941 г.) - Средний танк Т-34-76 (поздний тип, начало 1944 г.) - Средний танк Т-34-85 - Самоходно-артиллерийская установка СУ-85 - Самоходно-артиллерийская установка СУ-100 - Тяжёлый танк ИС-2 - Тяжёлая самоходно-артиллерийская установка ИСУ-152 - Тяжёлая самоходно-артиллерийская установка ИСУ-122 - Тяжёлый танк ИС-3 - Тяжелый танк Т-10 - Лёгкий плавающий танк ПТ-76 - Средний танк Т-44 - Средний танк Т-54 образца 1946 г. - Средний танк Т-54 образца 1949 г. - Средний танк Т-62 | - Средний танк Т-62М с тралом КМТ-6 - Основной танк Т-64 - Основной танк Т-72 - Основной танк Т-80БВ - Основной танк Т-90 - 122-мм полковая самоходная гаубица 2C1 «Гвоздика» - 152-мм дивизионная самоходная гаубица 2С3 «Акация» - 152-мм армейская самоходная пушка 2С5 «Гиацинт-С» - 152-мм самоходная гаубица 2С19 «Мста-С» - 203-мм самоходная пушка артиллерии резерва ВГК 2C7 «Пион» - 240-мм самоходный миномет артиллерии резерва ВГК 2С4 «Тюльпан» - 57-мм зенитная самоходная артиллерийская установка ЗСУ-57-2 - 23-мм зенитная самоходная установка ЗСУ-23-4 «Шилка» - Зенитный пушечно-ракетный комплекс «Тунгуска» - Тягач Т-20 «Комсомолец» - Бронеавтомобиль БА-64Б - Бронированные аэросани НКЛ-26 - Разведывательная машина Scout Car M3 - Лёгкий бронетранспортёр БТР-40 - Бронетранспортёр БТР-152 - Бронетранспортёр БТР-50 - Бронетранспортёр БТР-60 - Бронированная разведывательно-дозорная машина БРДМ - Бронированная разведывательно-дозорная машина БРДМ-2 - Командирская боевая разведывательная машина БРМ-1К - Авиадесантная артиллерийская самоходная установка АСУ-57 - Авиадесантная артиллерийская самоходная установка АСУ-85 - Боевая машина десантная БМД-1 - Авиадесантное самоходное артиллерийское орудие 120-мм 2С9 Нона-С - «Бронеползунок оборонительно-наступательный» - Огневая точка для противотанкового ружья (ОТ-ПТР) - «Ижорская башня» - Бронированная огневая точка из башни танка БТ-2 |

| - 30-фунтовая морская пушка 1790-х гг. - 2-пудовая мортира полевой артиллерии 1803 г. - ¼-пудовый полевой Единорог образца 1805 г. на легком полевом лафете - 60-фунтовая пушка Н. В. Маиевского образца 1857 г. - 45-мм противотанковая пушка образца 1932 г. (19-К) - 45-мм противотанковая пушка образца 1937 г. (53-К) - 45-мм пушка образца 1941 г. «Ленинградка» - 45-мм противотанковая пушка образца 1942 г. (М-42) - 57-мм противотанковая пушка образца 1943 г. (ЗИС-2) - 76-мм дивизионная пушка образца 1936 г. (Ф-22) - 76-мм дивизионная пушка образца 1942 г. (ЗИС-3) - 100-мм полевая пушка образца 1944 г. (БС-3) - 85-мм дивизионная пушка Д-44 - 85-мм противотанковая самодвижущаяся пушка СД-44 - 85-мм противотанковая пушка Д-48 - 100-мм противотанковая пушка МТ-12 - 125-мм гладкоствольное самодвижущееся противотанковое орудие «Спрут-Б» 2А45М - 76-мм дивизионная пушка образца 1902 г. - 76-мм (3-дюймовая) короткая пушка образца 1913 г. - 76-мм полковая пушка образца 1927 г. - 76-мм полковая пушка образца 1943 г. ОБ-25 - 76-мм горная пушка образца 1909 г. - 76-мм горная пушка образца 1938 г. - 76-мм горная пушка ГП 2А2 (М-99) - 45-линейная (114-мм) скорострельная гаубица образца 1910 г. - 122-мм гаубица образца 1909 г. - 122-мм гаубица образца 1910/30 гг. - 122-мм гаубица образца 1938 г. (М-30) - 122-мм корпусная пушка образца 1931/1937 гг. (А-19) - 130-мм пушка М-46 - 122-мм гаубица Д-30 - 152-мм гаубица образца 1909/30 гг. | - 152-мм полевая гаубица образца 1910 г. - 152-мм гаубица образца 1938 г. (М-10) - 152-мм гаубица образца 1943 г. (Д-1) - 152-мм гаубица-пушка образца 1937 г. (МЛ-20) - 152-мм пушка большой мощности Бр-2 образца 1935 г. - 152-мм пушка М-47 - 152-мм пушка-гаубица Д-20 - 152-мм пушка 2А36 «Гиацинт-Б» - 76-мм зенитная пушка образца 1931 г. (3-К) - 85-мм зенитная пушка образца 1939 г. (52-К) - 25-мм зенитная автоматическая пушка образца 1940 г. (72-К) - 37-мм автоматическая зенитная пушка образца 1939 г. (61-К) - 40-мм автоматическое зенитное орудие Bofors L60 - 23-мм спаренная зенитная установка ЗУ-23 - 57-мм зенитная автоматическая пушка С-60 - 100-мм зенитная пушка КС-19 - 130-мм корабельное орудие образца 1935 г. (Б-13) - 58-мм миномет Дюмезиля № 2 - 37-мм миномёт-лопата ВМ-37 - 50-мм ротный миномёт образца 1938 г. (РМ-38) - 50-мм ротный миномёт образца 1940 г. (РМ-40) - 50-мм ротный миномёт образца 1941 г. (РМ-41) - 81-мм миномёт Стокс-Брандт - 82-мм батальонный миномет образца 1936 г. (БМ-36) - 82-мм батальонный миномёт образца 1937 г. (БМ-37) - 82-мм батальонный миномёт образца 1941 г. (БМ-41) - 107-мм полковой горно-вьючный миномёт образца 1938 года - 120-мм полковой миномёт образца 1938 г. - 160-мм дивизионный миномёт М-160 - 240-мм миномёт М-240 - Автоматический миномёт 2Б9 «Василёк» - Реактивная система залпового огня БМ-13 «Катюша» - Реактивная система залпового огня БМ-14 - Реактивная система залпового огня БМ-21 «Град» |

| - Боевая пулеметная кавалерийская тачанка образца 1926 г. - Легковой автомобиль ГАЗ-А - Пикап ГАЗ-4 - Легковой автомобиль ГАЗ-М-1 - Пикап ГАЗ-М415 - Легковой автомобиль ГАЗ-61-73 - Легковой автомобиль ГАЗ-67 - Легковой автомобиль Виллис (Willys MB) - Легковой автомобиль Dodge (Додж) WC-51 - Транспортер переднего края ЛуАЗ-967М - Грузовой автомобиль трехтонный White TAD (США) - Грузовой автомобиль ГАЗ-ММ - Грузовой автомобиль ГАЗ-ААА - Санитарный автомобиль ГАЗ-55 - Грузовой автомобиль ЗИС-5В - Грузовой газогенераторный автомобиль ЗИС-21 - Грузовой автомобиль повышенной проходимости ЗИС-33 | - Грузовой внедорожный полугусеничный автомобиль-тягач ЗИС-42 - Грузовой автомобиль ЗИС-12 с прожекторной станцией З-15-4 - Грузовой автомобиль ЗИС-6 с 37-мм зенитным орудием 61-К - Грузовой автомобиль ЯГ-6 - Грузовой автомобиль Студебекер US6 (Studebaker US6) - Грузовой автомобиль Шевроле G7117 (Chevrolet G7117) - Трактор С-65 «Сталинец» - Грузовой автомобиль ГАЗ-63 - Самокат Peugeot системы Жерара - Мотоцикл «Индиан» (Indian Big Twin). Модель 1915 года - Мотоцикл «Харлей-Дэвидсон JD» (Harley-Davidson JD) - Мотоцикл Л-300 - Мотоцикл ИЖ-8 - Мотоцикл ПМЗ-А-750 - Мотоцикл ТИЗ АМ-600 - Мотоцикл М-72 - Мотоцикл «Харлей-Дэвидсон» (Harley-Davidson WLA) - Полевая кухня КП-42 |

## Галерея
- Танк МС-1(Т-18)
- Химический танк ХТ-26
- Лёгкий танк Mk.III «Валентайн»
- Средний танк Т-44
- Средний танк Т-34
- Средний танк Т-34-85
- Тяжёлый танк ИС-3
- Лёгкий плавающий танк ПТ-76
- Танк Т-90
- Танки Т-80 и Т-90 в танковом корпусе музея
- В танковом корпусе музея
- В танковом корпусе музея
- В танковом корпусе музея
- Средний бронеавтомобиль БА-6
- Бронированная разведывательно-дозорная машина БРДМ
- Реактивная система залпового огня БМ-13 «Катюша»
- Реактивная система залпового огня БМ-14
- 152-мм гаубица образца 1943 года Д-1
- 85-мм зенитная пушка образца 1939 года 52-К
- 45-линейная (114-мм) скорострельная гаубица образца 1910 года
- 152-мм полевая гаубица образца 1910 года
- Артиллерия на выставочной площадке Музея отечественной военной истории
- Автомобиль ГАЗ-М-1
- Американский армейский автомобиль Виллис (Willys MB)
- Грузовой автомобиль ГАЗ-ММ (полуторка)
- Мотоцикл «Харлей-Дэвидсон» (Harley-Davidson WLA 42)
- Полевая кухня КП-42
- Мотоцикл ПМЗ-А-750

## Праздники, торжественные и образовательные мероприятия в музее
В День защитника Отечества и День Победы в Музее отечественной военной истории проводятся открытые праздники для всех жителей района и других гостей. Персонально приглашаются ветераны. В эти дни в музее проводятся экскурсии, проходит концертная праздничная программа, устраивается импровизированный праздничный парад на боевых машинах — танках, бронетранспортёрах, грузовиках — к памятникам воинской славы Истринского района. Осуществляется мечта всех ребят: не только посидеть внутри танка, но ещё и прокатиться на нем. Проводятся интерактивные программы с образцами стрелкового оружия, такими как автомат Калашникова, винтовка Мосина, ППШ и другими.
Музей позиционирует себя не просто как выставку боевой техники, а как просветительскую организацию, цель которой — донести до подрастающих поколений память о Великой Отечественной войне, о тех трудностях и испытаниях, которые выпали на долю нашего народа и преодоление которых привело его к Победе. Поэтому частые гости в музее — и молодёжь, и ветераны.
23 марта 2015 в Музее отечественной военной истории состоялась встреча школьников Москвы и Подмосковья с Героем России Алексеем Николаевичем Ботяном. На встрече присутствовало руководство администрации Истринского района. Рассказав о своем участии в военных действиях во время Второй мировой войны, Алексей Николаевич ответил на вопросы ребят, которых оказалась немало. В музее планируют продолжать встречи школьников и студентов с участниками боевых действий.
9 мая 2016 в деревне Падиково на поле состоялась двухчасовая военно-историческая реконструкция с участием военной техники музея, воспроизводящая три эпизода из истории Великой Отечественной войны. В восстановленных фрагментах сражений зрители в действии увидели лёгкий тягач Т-20 «Комсомолец», единственный в России сохранившийся в оригинальном ходовом состоянии, танки ленд-лиза «Валентайн» и «Стюарт», машины Победы — легендарные «тридцатьчетверки» Т-34-76 и Т-34-85, тяжёлый танк ИС-2, самоходки СУ-100 и «Зверобой» ИСУ-152.
7 ноября в 2016—2020 годах бронетехника Музея отечественной военной истории принимала участие в параде на Красной площади в честь легендарного парада 1941 года.
9 мая 2017 музей принял участие в международном общественном движении «Бессмертный полк», на территории музея была создана стена памяти и славы.

## Расположение и режим работы
Музей отечественной военной истории находится в 30 км от Москвы по Новорижскому шоссе в деревне Падиково городского округа Истра  Московской области на территории конноспортивного клуба «Дивный».
Экскурсии в Музее отечественной военной истории проводятся ежедневно бесплатно по предварительной договорённости. Посетить музей можно индивидуально и также в составе организованной группы (можно заказать экскурсию для школы — тоже бесплатно). По выходным музей открыт с 11 до 16 часов, для того, чтобы посетить музей в будние дни, необходимо оставить заявку на сайте музея.